# Helmut Träbert
Helmut Träbert (* 28. Mai 1920 in Magdeburg; † 5. Oktober 1974 in Idar-Oberstein) war ein deutscher Arzt und Wissenschaftler.

## Leben
Träbert legte sein Abitur im August 1938 in Werflingen (Reg. Bez. Magdeburg) ab und studierte, während des Krieges im Wechsel mit Sanitätertätigkeiten an der Front, an der Georg-August-Universität Göttingen Medizin. 1944 reichte Träbert seine Promotion zum Thema Über die Durchlässigkeit von 14 Schott'schen Filtern und ihre Brauchbarkeit zur Erzeugung homogener Strahlungen im Sichtbaren durch ein Differenzverfahren ein, die Approbation erfolgte im April 1945.
Im Juni 1946 wurde Helmut Träbert zum Leiter des Gesundheitsamtes Burg bei Magdeburg und Jerichow I (Stadt- und Landkreis) und zum kommissarischen Amtsarzt berufen. Dort widmete er sich der Bekämpfung von Seuchen und machte auf die Unterernährung insbesondere bei Kindern aufmerksam.
Nachdem er als Amtsarzt von der neuen politischen Führung dazu angehalten wurde Berichte über die politische Zuverlässigkeit seiner Kollegen zu erstellen und ihm verboten wurde weiterhin das Gesundheitssystem zu kritisieren, floh er 1949 aus der sowjetisch besetzten Zone und eröffnete 1954 eine erste eigene Praxis in Zewen bei Trier.
Im Jahr 1957 begann er seine Forschungen zur Ultrareizstrom-Therapie und publizierte seine Erfahrungen und Behandlungserfolge. Ultrareizstrom (URS), auch Träbertstrom genannt, gehört zur Gruppe der Niederfrequenz-Ströme und wirkt analgetisch (schmerzlindernd) und detonisierend.
Später zog er mit seiner Familie nach Kempfeld im Hunsrück, wo er bis an sein Lebensende praktizierte.
Der Zweite Weltkrieg hatte ihn zu einem entschiedenen Pazifisten gemacht. So engagierte er sich politisch, was sich in zahllosen Briefwechseln mit hochrangigen Zeitgenossen und in kritischen Gedichten und Leserbriefen an Zeitungen ausdrückte. Außerdem war er 1960 an der Gründung der DFU (Deutsche Friedensunion) beteiligt, deren Landesvorsitzender für Rheinland-Pfalz er kurzfristig wurde. Aus zwei Ehen gingen sechs Kinder hervor, darunter der Dipl.-Pädagoge Detlef Träbert.